# Kirovka
Kirovka è un comune dell'Azerbaigian situato nel distretto di Biləsuvar. Conta una popolazione di 2 723 abitanti.